# Лоуренс Аравійський (фільм)
«Лоуренс Аравійський» (англ. Lawrence of Arabia) — кінофільм про Лоуренса Аравійського. 7 премій «Оскар».
На 1 березня 2024 року фільм займав 100-ту позицію у списку 250 кращих фільмів за версією IMDb.

## Сюжет
Фільм є розповіддю про події з життя офіцера британської розвідки Т. Е. Лоуренса, який працював у роки Першої світової війни в Аравії в активній взаємодії з арабськими кочівниками й отримав з цієї причини прізвисько «Аравійський». Лоуренс активно увійшов у життя арабів, перейнявся їхнім духом і по суті очолив партизанську війну арабів проти Османської імперії (так звану «Війну в пустелі»). Сценарій засновано на книзі Лоуренса «Сім стовпів мудрості», а також на історичних дослідженнях біографів Лоуренса.

### Перша частина
На початку фільму після трагічної загибелі Лоуренса, що розбився на мотоциклі й панахиди у соборі кореспонденти опитують людей, які знали його. Спогади переносять учасників у часи воєнних подій. Молодий офіцер Лоуренс (Пітер О'Тул), якого попри його освіту (в Оксфорді) колеги офіцери вважають клоуном, на прохання арабського бюро відправляють в пустелю, щоб встановити зв'язок з принцом Фейсалом (Алек Гіннесс). Шериф Алі (Омар Шаріф) вбиває його провідника, заявляючи, що Хашиміти не можуть пити з колодязів Хариш. Зустрівши англійського радника, Лоуренс досягає табору Фейсала і своєю щирістю та повагою до місцевих звичаїв завойовує прихильність принца. Він заявляє арабам, що вони одна нація, і поки їх племена ворогують між собою, їм не добитися свободи. Лоуренс заперечує проти пропозиції англійського радника приєднати арабські війська до основних сил англійців у Енбо і вважає, що здатність арабів перетинати пустелю на верблюдах дає величезну перевагу, оскільки вони можуть завдати удару в будь-якому місці.
За планом Лоуренса 50 арабів перетинає безводну пустелю Нефуд (Шериф Алі вважає, що це неможливо), щоб напасти на йорданське портове місто Акабу, його 2000 захисників чекають удари з моря, а не з суші. Він підбиває вождя ховейтатів Ауду абу Тайі (Ентоні Квінн) напасти на Акабу.
Вождь ховейтатів Ауда ібу Тайі бажає продати Лоуренса і 50 арабів туркам. Але Лоуренс вмовив його напасти на Акабу, де багато золота. У результаті запеклого бою араби беруть місто. Щоб заспокоїти розлюченого Ауду, який не знайшов золота, і щоб доповісти начальству про свою перемогу, Лоуренс з двома хлопчиками-слугами відправляється у важкий перехід через Синай.

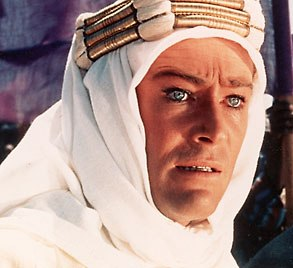
Пітер О'Тул в ролі Лоуренса Аравійського

### Друга частина
Один з хлопчиків тоне в сипучих пісках, на очах у своїх супутників, Лоуренс і хлопчик досягає Суецького каналу і Каїра, втрачаючи двох верблюдів. Новий командир Алленбі погоджується з планом Лоуренса підірвати турецькі комунікації, але, попри свої обіцянки, не дає арабам артилерію. Через кілька років до Лоуренса прибуває американський кореспондент Бентлі, направлений принцом Фейсалом. Він присутній при двох нападах арабів на турецькі потяги. Під час мінування залізниці важко поранений інший хлопчик-слуга Лоуренса, Лоуренсу доводиться застрелити хловчика біля турецького поїзда. Турки жорстоко катували б його. 
З приходом снігу й зими активність  арабів знижується. На зимівлі під час суперечки Лоуренс зауважує, що зможе підняти самотужки заколот в місті Дар'а. Однак при розвідці міста його затримує турецький патруль і відводить його до командира-гомосексуала, який віддав наказ шукати людей з гарною незвичайною зовнішністю. Лоуренс відкидає його домагання і піддається жорстокому побиттю палицями (за його голову турки давали 20000 фунтів стерлінгів — вартість двох двоповерхових будинків у Великій Британії, але йому вдається обманути турецький патруль і командира-гомосексуала). Побиття надломлює його віру в себе. Він змінює бедуїнський вбрання на офіцерську форму і вимагає переводу на звичайну службу. Однак Алленбі планує великий наступ на Дамаск і йому вдається переконати майора. Лоуренс, підкуповує арабів, за його наказом вирізають турецьку бригаду (> 6000 турків з артилерією, кулеметами, солдати якої незадовго до цього пограбували село, убивши й зґвалтувавши усіх місцевих жителів). Алленбі входить в Дамаск, але дізнається, що більша його частина вже з учора контролюється Арабською національною радою Лоуренса. Майору не вдається налагодити життєдіяльність служб міста. Він безсилий допомогти двом тисячам поранених турецьких солдатів у шпиталі. Араби залишають Дамаск. Принц Фейсал, який готується стати королем, хоче подякувати Лоуренсу, але той іде не попрощавшись, оскільки був змученим. Лоуренс, який став полковником, залишає Дамаск і Аравію.

## Цікаві факти
- Картина вперше представила Пітера О'Тула у головній ролі, а також стала першим фільмом Омара Шаріфа, знятим не в Єгипті (зіркою кіноекрану якого він був), вона послужила грандіозним поштовхом для кар'єри обох.
- У фільмі немає жодної жіночої ролі, якщо не рахувати дівчат в кадрі, що з'являється протягом кількох секунд в оточенні принца Фейсала.
- Роль шерифа Алі перед Омаром Шаріфом пропонували Алену Делону, але той відмовився носити коричневі контактні лінзи, які приховали б його блакитні очі.

## Премії та нагороди
| Нагорода       | Категорія                              | Ім'я                                 | Результат |
| -------------- | -------------------------------------- | ------------------------------------ | --------- |
| Оскар          | Найкращий фільм                        | Сем Спігель                          | Нагорода  |
| Оскар          | Найкраща режисерська робота            | Девід Лін                            | Нагорода  |
| Оскар          | Найкраща робота художника-постановника | Джон Бокс, Джон Столл і Даріо Сімоні | Нагорода  |
| Оскар          | Найкраща операторська робота           | Фредді Янг                           | Нагорода  |
| Оскар          | Найкраща музика до фільму              | Моріс Жарр                           | Нагорода  |
| Оскар          | Найкращий монтаж                       | Анн Коатс                            | Нагорода  |
| Оскар          | Найкращий звук                         | Джон Кокс                            | Нагорода  |
| Оскар          | Найкращий актор                        | Пітер О'Тул                          | Номінація |
| Оскар          | Найкраща чоловіча роль другого плану   | Омар Шаріф                           | Номінація |
| Оскар          | Найкращий адаптований сценарій         | Роберт Болл і Майкл Вілсон           | Номінація |
| BAFTA          | найкращий фільм                        | Сем Спігель і Девід Лін              | Нагорода  |
| BAFTA          | найкращий британський фільм            | Сем Спігель і Девід Лін              | Нагорода  |
| BAFTA          | найкращий британський актор            | Пітер О'Тул                          | Нагорода  |
| BAFTA          | найкращий британський сценарій         | Роберт Болл і Майкл Вілсон           | Нагорода  |
| BAFTA          | найкращий іноземний актор              | Ентоні Квінн                         | Номінація |
| Золотий глобус | Best Motion Picture — Drama            | Девід Лін і Сем Спігель              | Нагорода  |
| Золотий глобус | Best Director of a Motion Picture      | Девід Лін                            | Нагорода  |
| Золотий глобус | Best Supporting Actor                  | Омар Шаріф                           | Нагорода  |
| Золотий глобус | Most Promising Newcomer — Male         | Омар Шаріф                           | Нагорода  |
| Золотий глобус | Best Cinematography, Color             | Фредді Янг                           | Нагорода  |
| Золотий глобус | Most Promising Newcomer — Male         | Пітер О'Тул                          | Номінація |